# Svastra aegis
Svastra aegis är en biart som först beskrevs av Laberge 1956.  Svastra aegis ingår i släktet Svastra och familjen långtungebin. Inga underarter finns listade i Catalogue of Life.